# Вінсько (гміна)
Гміна Вінсько (пол. Gmina Wińsko) — сільська гміна у південно-західній Польщі. Належить до Воловського повіту Нижньосілезького воєводства.
Станом на 31 грудня 2011 у гміні проживало 8638 осіб.

## Площа
Згідно з даними за 2007 рік площа гміни становила 249.54 км², у тому числі:
- орні землі: 65.00%
- ліси: 25.00%

Таким чином, площа гміни становить 36.97% площі повіту.

## Населення
Станом на 31 грудня 2011:
| Опис     | Загалом | Загалом | Чоловіки | Чоловіки | Жінки | Жінки |
| -------- | ------- | ------- | -------- | -------- | ----- | ----- |
| одиниця  | осіб    | %       | осіб     | %        | осіб  | %     |
| все      | 8638    | 100     | 4237     | 49.05    | 4401  | 50.95 |
| міське   | 0       | 100     | 0        |          | 0     |       |
| сільське | 8638    | 100     | 4237     | 49.05    | 4401  | 50.95 |

## Сусідні гміни
Гміна Вінсько межує з такими гмінами: Ємельно, Прусіце, Рудна, Шцинава, Вонсош, Волув, Жміґруд.